# (5543) Sharaf
(5543) Sharaf (1978 TW2) – planetoida z pasa głównego asteroid okrążająca Słońce w ciągu 3,39 lat w średniej odległości 2,26 j.a. Odkryta 3 października 1978 roku.